# Peter Medawar
Sir Peter Brian Medawar (født 28. februar 1915 i Rio de Janeiro, død 2. oktober 1987 i London) var en brasilianskfødt, engelsk zoolog, som sammen med Frank Macfarlane Burnet modtog Nobelprisen i fysiologi eller medicin i 1960 for opdagelsen af erhvervet immunologisk tolerance ved transplantationer af væv. Medawars arbejde har senere haft stor betydning for forståelsen af hvordan kroppen bortstøder væv efter en transplantation. 